# World Tour w siatkówce plażowej 2008
World Tour w siatkówce plażowej 2008 to prestiżowe rozgrywki piłki siatkowej organizowany przez FIVB. Pierwszy turniej rozegrany został w australijskiej Adelaide w dniach 25 marca - 30 marca. Ostatnie zawody odbyły się w chińskiej miejscowości Sanya, które zakończyły się 16 listopada. Zaplanowano 19 zawodów wśród kobiet oraz 20 wśród mężczyzn. W Polsce rozegrane zostały trzy turnieje. W Starych Jabłonkach zagrali mężczyźni i kobiety, a w Mysłowicach kobiety.

## Zawody

### Klasyfikacja turniejów
| Grand Slam |
| Open       |

### Mężczyźni
| Turniej                                                                                     | 1 miejsce                                                | 2 miejsce                              | 3 miejsce                                                | 4 miejsce                            |
| ------------------------------------------------------------------------------------------- | -------------------------------------------------------- | -------------------------------------- | -------------------------------------------------------- | ------------------------------------ |
| Adelaide Australia Open Adelaide, Australia 25 – 30 marca                                   | Harley Marques Pedro Solberg Salgado 23-21, 21-12        | Xu Linyin Wu Penggen                   | Todd Rogers Phil Dalhausser 21-18, 14-21, 15-11          | Jake Gibb Sean Rosenthal             |
| China Shanghai Jinshan Open Szanghaj, Chiny 28 kwietnia – 3 maja                            | Harley Marques Pedro Solberg Salgado 21-16, 21-16        | Xu Linyin Wu Penggen                   | Franco Neto Pedro Cunha 23-21, 21-15                     | Márcio Araújo Fábio Luiz Magalhães   |
| Prague Open Praga, Czechy 6 – 11 maja                                                       | Jake Gibb Sean Rosenthal 21-13, 23-21                    | Julius Brink Christoph Dieckmann       | Ricardo Santos Emanuel Rego 21-18, 19-21, 15-11          | Reinder Nummerdor Richard Schuil     |
| Italian Open presented by Abruzzo Roseto degli Abruzzi, Włochy 13 - 18 maja                 | Harley Marques Pedro Solberg Salgado 20-22, 21-18, 15-8  | Julius Brink Christoph Dieckmann       | Todd Rogers Phil Dalhausser 24-22, 26-24                 | Ricardo Santos Emanuel Rego          |
| VIP Open Zagrzeb, Chorwacja 20 - 25 maja                                                    | Reinder Nummerdor Richard Schuil 17-21, 21-17, 15-11     | Xu Linyin Wu Penggen                   | Matt Fuerbringer Casey Jennings 21-19, 21-17             | Márcio Araújo Fábio Luiz Magalhães   |
| Hyundai Open Barcelona Barcelona, Hiszpania 27 maja - 1 czerwca                             | Julius Brink Christoph Dieckmann 22-20, 13-21, 16-14     | Dmitri Barsuk Igor Kolodinsky          | Ricardo Santos Emanuel Rego 21-13, 21-18                 | Harley Marques Pedro Solberg Salgado |
| GE Money Bank Mazury Open Stare Jabłonki, Polska 3 - 8 czerwca                              | Ricardo Santos Emanuel Rego 21-18, 21-15                 | Inocencio Lario Carrillo Adrián Gavira | Andrew Schacht Joshua Slack 21-16, 15-21, 15-13          | Harley Marques Pedro Solberg Salgado |
| Smart Grand Slam Berlin, Niemcy 10 - 15 czerwca                                             | Ricardo Santos Emanuel Rego 25-27, 21-19, 15-13          | Todd Rogers Phil Dalhausser            | Pablo Herrera Raul Mesa 21-19, 21-16                     | Julius Brink Christoph Dieckmann     |
| Henkel Grand Chelem Paryż, Francja 17 - 22 czerwca                                          | Todd Rogers Phil Dalhausser 21-15, 21-17                 | Reinder Nummerdor Richard Schuil       | David Klemperer Eric Koreng 21-18, 16-21, 15-12          | Harley Marques Pedro Solberg Salgado |
| ConocoPhillips Grand Slam Stavanger, Norwegia 24 - 29 czerwca                               | Todd Rogers Phil Dalhausser 29-27, 21-15                 | Jonas Reckermann Mischa Urbatzka       | Julius Brink Christoph Dieckmann 21-16, 21-11            | Emiel Boersma Bram Ronnes            |
| Moscow Grand Slam Moskwa, Rosja 1 - 6 lipca                                                 | Todd Rogers Phil Dalhausser 16-21, 21-19, 15-11          | Xu Linyin Wu Penggen                   | David Klemperer Eric Koreng 21-18, 21-15                 | Julius Brink Christoph Dieckmann     |
| World Series 13 Marsylia, Francja 15 - 20 lipca                                             | Márcio Araújo Fábio Luiz Magalhães 21-16, 21-16          | Xu Linyin Wu Penggen                   | Kay Matysik Stefan Uhmann 16-21, 21-17, 16-14            | Harley Marques Pedro Solberg Salgado |
| 1 to 1 Energy Grand Slam 2008 Gstaad, Szwajcaria 22 - 27 lipca                              | Harley Marques Pedro Solberg Salgado 21-16, 22-24, 15-13 | Reinder Nummerdor Richard Schuil       | Alison Cerutti Emanuel Rego 21-17, 21-16                 | Dmitri Barsuk Igor Kolodinsky        |
| A1 Beach Volleyball Grand Slam presented by NOKIA Klagenfurt, Austria 29 lipca - 3 sierpnia | Dmitri Barsuk Igor Kolodinsky 21-19, 21-15               | Mark Williams Stein Metzger            | Ricardo Santos Emanuel Rego 21-13, 14-21, 19-17          | Jason Lochhead Kirk Pitman           |
| Otera Open Kristiansand Kristiansand, Norwegia 26 - 31 sierpnia                             | Pablo Herrera Raul Mesa 21-18, 15-21, 15-13              | João Maciel Bruno Oscar Schmidt        | Jason Lochhead Kirk Pitman 21-19, 22-24,15-12            | Florian Gosch Alexander Horst        |
| Mallorca Open Mallorca, Hiszpania 2 - 7 września                                            | Harley Marques Pedro Solberg Salgado 21-18, 21-18        | David Klemperer Eric Koreng            | Franco Neto Benjamin Insfran 7-21, 25-23, 15-13          | Jonas Reckermann Mischa Urbatzka     |
| KIA Open presented by Banco do Brazil Guarujá, Brazylia 16 - 21 września                    | Harley Marques Pedro Solberg Salgado 24-26, 21-19, 15-13 | Julius Brink Christoph Dieckmann       | Jonas Reckermann Mischa Urbatzka 23-21, 21-13            | João Maciel Bruno Oscar Schmidt      |
| Dubai Open Dubaj, Zjednoczone Emiraty Arabskie 6 - 11 października                          | Reinder Nummerdor Richard Schuil 12-21, 21-16, 15-10     | Jonas Reckermann Mischa Urbatzka       | Harley Marques Pedro Solberg Salgado 21-18, 19-21, 15-13 | Kevin Cès Andy Cès                   |
| Bahrain Open 2008 Manama, Bahrajn 27 października - 1 listopada                             | Alison Cerutti Pedro Cunha 22-20, 21-14                  | Kevin Cès Andy Cès                     | Sebastian Dollinger Stefan Windscheif 21-14, 21-14       | Grzegorz Fijałek Mariusz Prudel      |
| China Sanya Open presented by Olympic Gardens Sanya, Chiny 11 - 15 listopada                | Benjamin Insfran Harley Marques 21-17, 21-19             | Roberto Pitta Pedro Cunha              | Mariano Baracetti José Salema 21-12, 21-17               | Xu Linyin Li Jialu                   |

### Kobiety
| Turniej                                                                                     | 1 miejsce                                                       | 2 miejsce                            | 3 miejsce                                                       | 4 miejsce                                    |
| ------------------------------------------------------------------------------------------- | --------------------------------------------------------------- | ------------------------------------ | --------------------------------------------------------------- | -------------------------------------------- |
| Adelaide Australia Open Adelaide, Australia 25 – 30 marca                                   | Juliana Felisberta Larissa França 21-13, 18-21, 15-12           | Renata Ribeiro Talita Antunes        | Ana Paula Connelly Shelda Bede 21-19, 21-13                     | Nicole Branagh Elaine Youngs                 |
| China Shanghai Jinshan Open Szanghaj, Chiny 29 kwietnia – 4 maja                            | Renata Ribeiro Talita Antunes 21-18, 22-20                      | Juliana Felisberta Larissa França    | Xue Chen Zhang Xi 23-21, 21-18                                  | Ana Paula Connelly Shelda Bede               |
| Seoul Open Seul, Korea Południowa 13 - 18 maja                                              | Xue Chen Zhang Xi 21-15, 21-12                                  | Ana Paula Connelly Shelda Bede       | Nicole Branagh Elaine Youngs 21-19, 13-21, 15-7                 | Juliana Felisberta Larissa França            |
| Keihan/SMFG Japan Open Osaka, Japonia 20 - 25 maja                                          | Juliana Felisberta Larissa França 21-16, 21-9                   | Tian Jia Wang Jie                    | Xue Chen Zhang Xi 21-17, 21-17                                  | Natalie Cook Tamsin Hinchley                 |
| Hyundai Open Barcelona Barcelona, Hiszpania 26 - 31 maja                                    | Nicole Branagh Elaine Youngs 21-18, 21-14                       | Renata Ribeiro Talita Antunes        | Juliana Felisberta Larissa França 21-14, 21-14                  | Vasso Karadassiou Vassiliki Arvaniti         |
| GE Money Bank Mazury Open Stare Jabłonki, Polska 2 - 7 czerwca                              | Ana Paula Connelly Shelda Bede 21-19, 21-16                     | Rachel Wacholder Tyra Turner         | Maria Clara Salgado Carolina Solberg Salgado 21-19, 22-20       | Renata Ribeiro Talita Antunes                |
| Smart Grand Slam Berlin, Niemcy 9 - 14 czerwca                                              | Kerri Walsh Misty May-Treanor 21-18, 22-20                      | Tian Jia Wang Jie                    | Juliana Felisberta Larissa França 21-11, 21-19                  | April Ross Jennifer Kessy                    |
| Henkel Grand Chelem Paryż, Francja 16 - 22 czerwca                                          | Kerri Walsh Misty May-Treanor 21-13, 21-13                      | Rachel Wacholder Tyra Turner         | Nicole Branagh Elaine Youngs 21-15, 21-18                       | Tian Jia Wang Jie                            |
| ConocoPhillips Grand Slam Stavanger, Norwegia 23 - 28 czerwca                               | Kerri Walsh Misty May-Treanor 21-13, 21-14                      | Vasso Karadassiou Vassiliki Arvaniti | April Ross Jennifer Kessy 21-14, 21-18                          | Ana Paula Connelly Shelda Bede               |
| Moscow Grand Slam Moskwa, Rosja 30 czerwca - 5 lipca                                        | Xue Chen Zhang Xi 21-8, 21-18                                   | Nicole Branagh Elaine Youngs         | Tian Jia Wang Jie 21-16, 23-21                                  | Renata Ribeiro Talita Antunes                |
| World Series 13 Marsylia, Francja 14 - 20 lipca                                             | Stephanie Pohl Okka Rau 21-17, 20-22, 15-9                      | Maria Elisa Antonelli Vanilda Leão   | Maria Clara Salgado Carolina Solberg Salgado 21-17, 25-23       | Helke Claasen Antje Röder                    |
| 1 to 1 Energy Grand Slam 2008 Gstaad, Szwajcaria 21 - 26 lipca                              | Ana Paula Connelly Shelda Bede 21-15, 21-15                     | Tian Jia Wang Jie                    | Xue Chen Zhang Xi 21-18, 21-13                                  | Natalie Cook Tamsin Hinchley                 |
| A1 Beach Volleyball Grand Slam presented by NOKIA Klagenfurt, Austria 28 lipca - 2 sierpnia | Ana Paula Connelly Shelda Beder 21-10, 21-11                    | Galyna Osheyko Svitlana Baburina     | Katrin Holtwick Ilka Semmler 21-18, 21-18                       | Andrezza Martins Cristine Santanna           |
| Otera Open Kristiansand Kristiansand, Norwegia 25 - 30 sierpnia                             | Maria Elisa Antonelli Vanilda Leão 21-16, 21-16                 | Nila Håkedal Ingrid Tørlen           | Doris Schwaiger Stefanie Schwaiger 21-17, 20-22, 15-9           | Maria Clara Salgado Carolina Solberg Salgado |
| Myslowice Open Mysłowice, Polska 2 - 7 września                                             | Maria Clara Salgado Carolina Solberg Salgado 21-17, 19-21, 15-7 | Katrin Holtwick Ilka Semmler         | Nila Håkedal Ingrid Tørlen 14-21, 21-16, 15-10                  | Soňa Nováková Tereza Tobiasova               |
| KIA Open presented by Banco do Brazil Guarujá, Brazylia 15 - 20 września                    | Vivian Cunha Larissa França 21-13, 29-27                        | Shaylyn Bede Ágatha Bednarczuk       | Ana Paula Connelly Shelda Bede 21-17, 21-18                     | Maria Clara Salgado Carolina Solberg Salgado |
| Dubai Open Dubaj, Zjednoczone Emiraty Arabskie 5 - 11 października                          | Kerri Walsh Nicole Branagh 21-18, 21-19                         | April Ross Jennifer Kessy            | Maria Clara Salgado Carolina Solberg Salgado 20-22, 21-18, 15-7 | Doris Schwaiger Stefanie Schwaiger           |
| Phuket Thailand Open Phuket, Tajlandia 5 - 9 listopada                                      | April Ross Jennifer Kessy 18-21, 21-14, 15-12                   | Nicole Branagh Tyra Turner           | Geeske Banck Anja Günther 21-14, 21-18                          | Tamsin Hinchley Becchara Palmer              |
| China Sanya Open presented by Olympic Gardens Sanya, Chiny 12 - 16 listopada                | April Ross Jennifer Kessy 21-17, 23-21                          | Huang Ying Zhang Xi                  | Nicole Branagh Tyra Turner 19-21, 21-16, 15-9                   | Wang Jie Zuo Man                             |